# The Secret of Eve
The Secret of Eve er en amerikansk stumfilm fra 1917 af Perry N. Vekroff.

## Medvirkende
- Olga Petrova - Eve
- Arthur Hoops - Arthur Brandon
- William L. Hinckley - Robert Blair
- Edward Roseman - Fothergill
- Laurie Mackin - Deborah